# Asparagus fysonii
Asparagus fysonii là một loài thực vật có hoa trong họ Măng tây. Loài này được J.F.Macbr. mô tả khoa học đầu tiên năm 1918.